# Сіріл Дебідін
Сіріл Дебідін (нар. 15 жовтня 1945) — канадський письменник індійського походження, народжений у Гаяні. Він виріс на цукровій плантації Роуз-Голл із почуттям індійського зв'язку, що вкорінився в його походженні (він жив із матір'ю та бабусею у великій сім'ї тітки, племінниць і племінників). Він двоюрідний брат британського письменника Девіда Дебідіна.

## Біографія
Сіріл Дебідін народився в окрузі Бербіс, Гаяна. Його батьки були нащадками найманих робітників з Індійського субконтиненту, яких привезли у британські колонії після емансипації. Дебідін виріс у селі Адельфі, в Канджи, Бербіс, де розташована Роуз-Голл, одна з найбільших цукрових плантацій у Гаяні, а також великому місті Нью-Амстердам, де народилися Вілсон Гарріс й Едгар Міттельгольцер.
Він почав писати на початку 1960-х років, отримавши Золоту медаль Сендбаха Паркера за поезію (1964) і першу премію А. Дж. Сеймура за ліричну поезію (1967). Його перша збірка віршів, «Poems in Recession», вийшла друком у 1972 році. З 1961 до 1970 рік він викладав у школі, починаючи як шкільний вчитель (британська освітня традиція, наприклад, Д. Г. Лоуренс також працював шкільним учителем). Дебідін викладав в основному в англіканській школі Св. Патріка, Роуз-Голл, і отримав офіційну вчительську підготовку.
У 1970 році він виїхав з Гаяни до Канади для отримання вищої освіти. Він здобув ступінь бакалавра з англійської мови в Університеті Лейкгед, ступінь магістра з англійської мови (курсова робота про американську поетесу Сильвію Плат) в Університеті Квінз і ступінь магістра державного управління також в Університеті Квінз. Його двічі приймали на докторську програму Йоркського університету. Протягом перших років проживання у Канаді він працював на різних літніх роботах, щоб оплатити навчання, зокрема саджав дерева в канадських лісах навколо озера Верхнє і жив у таборах із корінними канадцями.
У 2000 і 2006 роках він був членом літературного журі премії генерал-губернатора Канади з літератури (поезія), у 2000 році — Нойштадтської міжнародної літературної премії (Університет Оклахоми), конкурсу імені Джеймса Ліньона (Програма поетичної премії Університету та коледжу американських поетів) через Університет Св. Лаврентія, Нью-Йорк, у 2003 році, Поетичної премії журналу «Small Axe» (Нью-Йорк) у 2011 році, Літературної премії Бокас (Тринідад/Кариби) за поезію у 2013 році, нагороди Канадської ради з питань мистецтва та Канадської радіомовної корпорації (Canada Writes, 2014) тощо.

## Нагороди
Він був офіційним поетом-лауреатом міста Оттава з 1984 до 1987 рік, мабуть, першим представником меншини, який обіймав таку посаду в канадському місті. Щонайменше чотири рази був фіналістом канадської поетичної премії імені Арчібальда Лемпмана, а також премії Гаяни, Сіріл Дебідін зрештою виграв головну премію Гаяни з художньої літератури у 2007 році за свій роман «Drums of My Flesh», який отримав номінацію на престижну Дублінську літературну премію та потрапив до шорт-листа Оттавської книжкової премії. Його твори також були номіновані (двічі) на премію Pushcart Prize (США), премію Journey Prize, і він двічі став лауреатом художньої премії Оканаган. Він отримав першу нагороду міста Оттави за письменницьку та видавничу діяльність і отримав Почесну грамоту уряду Канади (1988) за внесок у мистецтво. Він опублікував майже 100 рецензій на книги в таких виданнях, як-от «Books in Canada», «Canadian Literature», «The Dalhousie Review», «The Ottawa Journal», «The Ottawa Citizen», «The Chelsea Journal», і був постійним книжковим оглядачем для «World Literature Today» (Університет Оклахоми). У середині 80-х його запросили приєднатися до Міжнародної письменницької програми в Університеті Айови. Протягом багатьох років він отримував нагороди Ради мистецтв Канади, Ради мистецтв Онтаріо, Департаменту канадської спадщини та міста Оттава. Він отримав нагороду Word Masala (Skylark Publications, Велика Британія), 2018 рік, художню премію ім. Канута А. Бродгерста (The Caribbean Writer/UofVirginIslands), 2020 рік, а також отримав почесне звання поета від Ars Notoria (Велика Британія) та Word Masala Foundation (2021). На міжнародній премії Strands International flash-fiction він увійшов до шорт-листа (травень 2020 року), отримав почесну відзнаку (грудень 2020 року), став переможцем (вересень 2021 року) і знову став фіналістом (січень 2022 року).
Його описують як «відомого канадського поета», а його твір — «A great poem» — було зачитано в парламенті (Палата громад, Оттава, 24 квітня 2001 р., записано в Hansard).

## Творчій доробок
Він займався як написанням книжок, так і викладацькою діяльністю в поєднанні з питаннями соціальної справедливості, різноманітності та расових стосунків у Канаді (з федеральними та муніципальними органами влади, подорожуючи до понад 30 міст і містечок, просуваючи ці проблеми); протягом десяти років він керував Національним комітетом дій з питань расових відносин, який у різний час очолювали мери Торонто, Регіни тощо для Федерації канадських муніципалітетів у боротьбі з расизмом та створенні національного центру обміну інформацією для розв'язання системних проблем, а також як координатор щорічної премії за расові відносини, спрямованої на розбудову соціальної згуртованості. Раніше він був адміністратором міста Оттави та федерального уряду. Він шість років викладав як ад'юнкт-професор англійської мови в коледжі Алгонквін, Оттава, і так само протягом п'ятнадцяти років в Оттавському університеті (факультет англійської мови, безперервної освіти та професійних послуг), де отримав звання від декана факультету мистецтв професора року за сумісництвом. Він став фіналістом Національної премії столичних освітян. У рамках програми професійних послуг університету він проводив навчальні семінари як сертифікований тренер для персоналу федерального уряду (наприклад, Таємної ради, Національної оборони, Статистики Канада) і приватні організації. Його твори публікувалися у низці літературних журналах і антологіях, зокрема в Oxford, Penguin і Heinemann Books of «Caribbean Verse, Poetry» (Чикаго), «Critical Quarterly» (Велика Британія), «The Warwick Review» (Велика Британія), «Prairie Schooner» (США), «Kunapipi» (Австралія), «Wasafiri» (Велика Британія), «Planet: The Welsh Internationalist» (Велика Британія), «Exempla» (Західна Німеччина), «Chandrabhaga» (Індія), «Confluence» (Велика Британія), «World Literature Today» (UOklahoma), «Drunken Boat, Fiction International» (University of San Diego, США), «The Literary Review» (США), «The Fiddlehead», «The Canadian Forum», «Kyk-over-al» тощо.
Він провів понад 300 публічних читань, зокрема приблизно 40 з них у коледжах та університетах, у Канаді, США, Великій Британії та Європі (Англія, Данія, Португалія, Нідерланди, Австрія), Карибському басейні (Тринідад, Гваделупа, Ямайка, Сент-Люсія, Куба) та Індії (Делі, Джайпур, Шимла); близько десятка разів у Національній бібліотеці/архіві Оттави та з ЮНЕСКО.
Він опублікував і відредагував 20 книг, серед них збірки поезій, оповідань, романи, антології. Він колишній член Ліги канадських поетів (працював у підкомітеті з питань членства та міжнародних справ) і Міжнародного ПЕН-клубу. Його нариси публікувалися в «Globe and Mail», «The Toronto Star», «The Ottawa Citizen», «Washington Times Review» тощо.
Серед поезій Сіріла Дебідіна: «God's Spider» (Peepal Tree Press, Велика Британія); «Unanimous Night» (Black Moss Press); «Uncharted Heart», вірші (Borealis Press, Ottawa); «Imaginary Origins: New and Selected Poems» (Peepal Tree Press, Великобританія); «Hemipshere of Love» (TSAR Publications, Торонто); «Discussing Columbus» (Peepal Tree Press); «Stoning the Wind» (TSAR); «Born in Amazonia» (Mosaic Press, Онтаріо); і «Coastland: New and Selected Poems» (Mosaic Press).
Серед його романів: «Drums of My Flesh» (Mawenzi House/TSAR), «Dark Swirl» (Peepal Tree), «The Wizard Swami» (Peepal Tree) та «Some Hard /young adult» (Longman, UK).
Основні збірки оповідань Дебідіна: «My Undiscovered Country» (Mosaic Press, Онтаріо), «My Multi-Ethnic Friends and Other Stories» (Guernica Editions, Торонто), «Short Stories of Cyril Dabydeen» (Guyana Classics Series/Caribbean Press), «Play a Song Somebody: New and Selected Stories» (Mosaic Press); «Black Jesus and Other Stories» (TSAR); «Berbice Crossing» (Peepal Tree); «My Brahman Days» (Mawenzi House/TSAR); «North of the Equator» (Beach Holme/Dundurn), «Jogging in Havana» (Mosaic Press).
Він упорядкував чотири антології: «Another Way to Dance: Asian-Canadian Poetry» (Williams-Wallace); «Another Way to Dance: Contemporary Asian Poetry in Canada and the US» (TSAR Publications); «A Shapely Fire: Changing the Literary Landscape» (Mosaic Press); і «Beyond Sangre Grande: Caribbean Writing Today» (Mawenzi House/TSAR Publications).

## Критика
Наукові статті про творчість Дебідіна друкувалися у Канаді, США, Великій Британії, Франції, Іспанії, Австралії, Бразилії, Індії та Карибах. Дослідженням його творчості займався професор Джаміла Бегум, кафедра англійської мови Керальського університету, Індія. Критики описували його як: «талановитий канадський поет» («Toronto Star»); «Пабло Неруда з Оттави» (Патриція Морлі, «The Ottawa Citizen»); «один із найвпевненіших і найдосконаліших голосів карибської діаспори» (Камау Братуейт, Нью-Йоркський університет); «тонкий майстер і чудовий ткач образів» (Кваме Доус, «World Literature Today», Університет Оклахоми); «дивовижний письменник» (Дуглас Гловер); «як і всі ваші роботи — проникливий у політиці та хитрий у поетиці» (Джордж Елліот Кларк, парламентський поет-лауреат); і що його стиль читання має «ритми Стравінського» («The Ottawa Citizen»). Він виступав на сцені з деякими відомими канадськими письменниками, зокрема Семом Селвоном, Рогінтоном Містрі, Діонною Брендом, Остіном Кларком, Джорджем Елліотом Кларком, Лоуренсом Хіллом, Джой Когава та М. Г. Вассанджі. Він був гостем письменницького фестивалю в Торонто (Harbourfront Series), Оттавського міжнародного письменницького фестивалю, Вінніпезького міжнародного письменницького фестивалю, Міжнародного книжкового ярмарку в Маямі, Північної асоціації канадських досліджень, Міжнародної конференції з оповідань англійською — місця проведення в США, Європі та Канаді; і виступав з промовами у Пенсільванському університеті (конференція Асоціації аспірантів), університеті Лейкгед (лекція Маклеода як гість факультетів мистецтв і соціальних наук) і на конференції з етнічних досліджень Канади (Ванкувер). Його називають одним із «найпопулярніших постколоніальних письменників Канади» («The Danforth Review»). Він отримав нагороду Guyana Folk Festival Award/Нью-Йорк у 2006 році зі Сертифікатом особливого визнання Конгресу США «за видатні заслуги перед суспільством» і нагороду «Зразкове досягнення» у 2016 році — обидві рекомендовані Культурною асоціацією Гаяни Нью-Йорка. У 2010 році він також отримав нагороду за досконалі досягнення від Гаянської ради нагород (Торонто). Він включений до «Canadian Who's Who», «Europa International Who's Who» та «World Who's Who» (Рутледж, Велика Британія), а також в «The Oxford Companion to Twentieth-Century Literature» англійською мовою.